# Gornja Trepča (Nikšić)
Pour les articles homonymes, voir Gornja Trepča.
Selo Gornja Trepča (en serbe cyrillique: Горња Трепча) est un village de l'ouest du Monténégro, dans la municipalité de Nikšić.

## Démographie

### Évolution historique de la population
| 1948 | 1953 | 1961 | 1971 | 1981 | 1991 | 2003 |
| ---- | ---- | ---- | ---- | ---- | ---- | ---- |
| 239  | 232  | 203  | 181  | 101  | 75   | 54   |